# كهوف جينولان
كهوف جينولان هي كهوف جيرية (كلسية) تقع داخل محمية جينولان كارست في المنطقة الوسطى(سنترال تيبل لاند) غرب الجبال الزرقاء (بلوماونتنز) في نيوساوث ويلز شرق أستراليا. تقع الكهوف و المحمية ذات مساحة 3.083 هكتارا (7.620 فدانا) على بعد 175 كلم تقريبا (19 ميل) من غرب سيدني و 20 كلم (12 ميل) من شرق أوبيرون و 30 كلم (19 ميل) من غرب كاتومبا.
تعتبر كهوف جينولان الأكثر زيارة من بين الكهوف الكلسية المشابهة في أستراليا, و أقدم الكهوف المفتوحة المكتشفة في العالم. و تشمل العديد من الحفريات البحرية السيلورية و تشكيلات الكالسيت و ستلاحظ جمالها عند الإضاءة. و لهذه الكهوف شبكة كبيرة تتبع مسار المياه الجوفية لنهر جينولان كما تضم 40 كلم (25 ميلا) من الممرات متعددة المستويات و أكثر من 300 مدخل و لا تزال هذه المجموعة من الكهوف تخضع لعمليات استكشافية مكثفة. علاوة عن ذلك, فهي من أشهر المقاصد السياحية إذ تضم 11 كهفا مفتوحا لاستقبال الزوار و مزودا بإنارة جيدة.
ان محمية جينولان و كهوفها هي واحدة من المناطق المحمية الثمانية التي أدرجت عام 2000 م في لائحة التراث العالمي التابعة لليونيسكو باسم منطقة الجبال الزرقاء الكبرى (غريتار بلو ماونتنز). كما أن محمية جينولان كارست هي الأكثر غربية بين المناطق الثمانية المدرجة في موقع التراث العالمي و تشكل جزءا من سلسلة جبال غريت ديفايديغ.
و في عام 2000 م, تمّ ادراج محمية كينولان كارست و كهوفها ضمن قائمة التراث في ولاية نيوساوث ويلز، و ذكر فيها ما يلي:

## السياحة
تبعد كهوف جينولان مسافة ثلاث ساعات في السيارة من مدينة سيدني و العاصمة كانبرا
و تؤمن شركات برايفيت كوتش رحلات سياحية يومية من سيدني و من محطة القطار في كاتومبا إلى كهوف جينولان, و لكن لا توجد وسائل نقل عامة إلى تلك المنطقة.
تجذب هذه الكهوف أكثر من 250 ألف زائر سنويا, مما يجعلها واحدة من المواقع السياحية الأكثر شهرة في المناطق الريفية في نيوساوث ويلز[بحاجة لمصدر]كما حصلت على العديد من الجوائز السياحية. 
تفتح عشرة كهوف من منطقة «دارك كيفز» أبوابها لاستقبال الجولات السياحية يوميا و بشكل منتظم و لفترة تتراوح من ساعة إلى ساعتين في الجولة الواحدة. و يختلف عدد الأشخاص في كل جولة على حسب حجم الكهف و كبره, فعلى سبيل المثال, يمكن لجولات «بول اف سيربيرس كيف» أن تستقبل 8 أشخاص فقط في كل جولة, بينما تسطيع جولات «لوكاس كيف» أن تستوعب 65 شخصا في الجولة الواحدة.
تختلف الجولات السياحية من حيث الصعوبة أيضا, فجولة «الايمبريال كيف» هي الأسهل لأنها فيها أقل عدد من السلالم, بينما جولة «ذا ريفر كيف» هي الأكثر ارهاقا على الزائرين, إلا أن السائح العادي يستطيع التجول في أي من هذه الكهوف.[بحاجة لمصدر]
كما أن جولة الإرشاد الذاتي لكهف «نيتل» الضخم و المعروفة باسم «ديفل كوتش هاوس» متاحة أيضا للزائرين المستقلين, بحيث تعطي مثل هذه الجولات المجال للزائرين للخيار بين العديد من اللغات. على سبيل المثال, جولة التعقيب عن السكان الاصليين هي واحدة من جولات التوجيه الذاتي.
تنطلق جولات سياحية ليلية يوميا عدا أيام الآحاد بما في ذلك جولة شبح المشهورة باسم «ليجاند ميستريز اند غوستس».
و هناك عدة كهوف غير مستغلة متاحة للجولات الاستكشافية و المغامرة (جولات من ساعتين إلى نهار كامل للجولة الواحدة ), و تشمل جولة «بلاغهول» التي تجرى يوميا و تتضمن الهبوط من قمم الجبال. كما توجد جولات سياحية أكثر مغامرة أيضا.[بحاجة لمصدر]
وتشتهر قاعة «كاثيدرال» في كهف «لوكاس» بالصوتيات حيث تقام حفلات تحت الأرض في هذه القاعة. كما تقام حفلات في «غرانت أرتش» و تتضمن حفلة «كارولز ان ذا كيفز» السنوية التي يتم خلالها جمع التبرعات للاعمال الخيرية.
وتتوفر جولات سياحية مجهزة للأطفال و ضعت خصيصا خلال العطل المدرسية فلطالما كانت كهوف جينولان مقصدا للرحلات المدرسية منذ فترة طويلة.
كما يمكن للسياح عند زيارة كهوف جينولان البقاء في منتجع «جينولان كيف هاوس» المدرج في القائمة التراثية و الذي صمّم من قبل الحكومة عام 1897 بيد المهندس المعماري «والتر ليبرتي فيرنون» كملاذ أو خلوة للأثرياء.و لتلبية رغبة الاثرياء و توقعاتهم, ضمّ فيرنون إلى تصميمه قاعة رقص و غرفة طعام كبيرة تعرف حاليا باسم مطعم تشيزلم.يفتح هذا المطعم للعشاء يوميا و يقدّم وجبات من المطبخ الأسترالي العصري. كما تشمل المرافق مجمّعا من الفنادق و الموتيلات و بيوتا مستقلّة و مطعما و حانة و مقهى أيضا.